# Escuela de Arte de Almería
La Escuela de Arte de Almería, anteriormente denominada Escuela de Artes Aplicadas y Oficios Artísticos de Almería, es un centro educativo situado en la ciudad española de Almería. Ocupa un edificio ecléctico con rasgos clasicistas y neogóticos que data de la segunda mitad del siglo XIX y parte del XX, y corresponde al claustro del antiguo convento de Santo Domingo, fundado en 1492 por los Reyes Católicos. 

## Historia
El antiguo convento fue suprimido en 1810 por las tropas napoleónicas, en 1822 por el gobierno constitucional, y definitivamente en 1835 durante la desamortización de Mendizábal. 
En 1841 se destinó el edificio a la enseñanza, lo que trajo consigo importantes reformas, tanto en su interior como en sus fachadas, que dirigieron los arquitectos almerienses Guillermo Langle y Trinidad Cuartara. Durante la guerra civil española sus instalaciones sirvieron a la causa republicana, designándose los sótanos para establecer la central de telégrafos de la ciudad, las dos primeras plantas estaban destinadas a las fuerzas del bando republicano y la tercera y última como alojamiento de refugiados llegados de Málaga. Además, sus puertas quedaban abiertas durante los bombardeos como refugio. La Escuela de Artes quedó definitivamente instalada en el edificio en 1951.
El antiguo claustro hoy hace las veces de patio interior. Edificado probablemente en el siglo XVI, fue remodelado durante el siglo XVIII, concluyéndose las obras en 1728, y muestra detalles góticos y manieristas, más blasones reales y de la Orden de Santo Domingo. 
Entre sus antiguos alumnos cabe mencionar, entre otros, a Federico García Lorca, Manuel García Ferré, Carlos López Redondo o Joaquín Pérez Siquier.

### Escenario de Indiana Jones

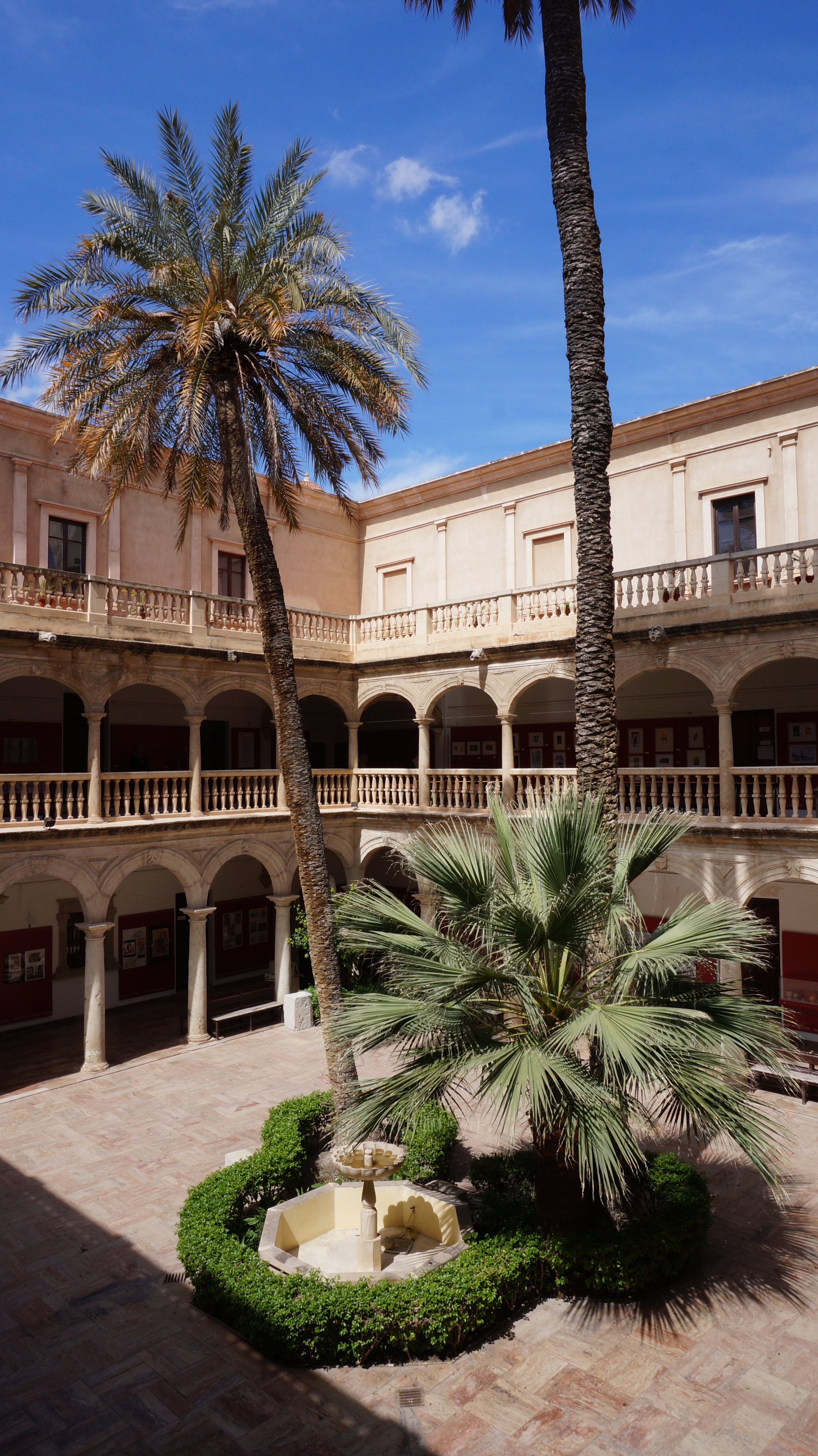
Patio de la escuela

Hacia 1989, el director de cine Steven Spielberg grabó parte del largometraje Indiana Jones y la última cruzada en el patio del edificio. Inicialmente, Spielberg quería grabar la escena en la que se muestra un Rolls-Royce Phantom II en el conocido Patio de los Leones de la Alhambra, pero los directores del monumento granadino se negaron a introducir el coche usando un helicóptero como se sugería. Al volver a Almería, donde se rodaban otras partes de la película, se encontró con este emplazamiento, el cual le pareció adecuado. Para introducir el vehículo, se ideó una rampa de madera para librar los escalones que descienden hasta el lugar, que finalmente no fue capaz de soportar el peso. El golpe deterioró tres escalones que, a día de hoy, se ven de diferente color que los demás. Se dice que Spielberg pagó la reparación y además donó 300 000 pesetas para el viaje de estudios de la escuela.

## Oferta educativa
- Grado superior
  - Grabado y Técnicas de Estampación
  - Gráfica Publicitaria
  - Fotografía
  - Modelismo de Indumentaria
  - Cerámica Artística
  - Mobiliario
  - Escultura Aplicada al Espectáculo
  - Ilustración
- Bachillerato de Artes
- Estudios superiores de Diseño de Interiores[5]